# Final da Liga dos Campeões da UEFA de 2020–21
A Final da Liga dos Campeões da UEFA de 2020–21 foi a 66ª edição da decisão da principal competição de clubes da Europa e a 29ª final desde que a competição deixou de ser chamada Copa dos Clubes Campeões Europeus e passou a chamar-se Liga dos Campeões da UEFA. 
O Chelsea, vencedor da Liga dos Campeões de 2020–21 ganhou o direito de jogar a Supercopa da UEFA de 2021 contra a equipe vencedora da Liga Europa de 2020–21, o Villarreal, e foi o campeão, após derrotar nos pênaltis por 6 a 5, após um empate por 1 a 1 no tempo normal e prorrogação.
O clube inglês se classificou a Copa do Mundo de Clubes da FIFA de 2021 como representante da UEFA, onde foi campeão, ao derrotar o Palmeiras, por 2 a 1.
E também está classificado para o novo Mundial de Clubes, que será em 2025.

## Escolha da Sede
Um concurso aberto foi lançado em 22 de setembro de 2017 pela UEFA para selecionar os locais das finais da Liga dos Campeões da UEFA, Liga Europa e Liga dos Campeões da UEFA Feminino em 2020. As federações tinham até 31 de outubro de 2017 para manifestar interesse e dossiês de candidatura deve ser apresentado até 1 de março de 2018. Não foi permitido as federações anfitriãs de jogos da Eurocopa de 2020 participar do processo seletivo da sede.
A UEFA anunciou em 24 de maio de 2017 que duas associações expressaram interesse em receber a final. E em 3 de novembro de 2017 a UEFA confirmou oficialmente as duas associações concorrentes para receber a final.
| País     | Estádio                  | Cidade   | Capacidade | Notas                                                  |
| -------- | ------------------------ | -------- | ---------- | ------------------------------------------------------ |
| Portugal | Estádio da Luz           | Lisboa   | 65 647     | Sediou a Final da Liga dos Campeões da UEFA de 2013-14 |
| Turquia  | Estádio Olímpico Atatürk | Istambul | 76 092     | Sediou a Final da Liga dos Campeões da UEFA de 2004-05 |

O Estádio Olímpico Atatürk foi selecionado pelo Comitê Executivo da UEFA durante sua reunião em Kiev, em 24 de maio de 2018, mas devido a Pandemia de COVID-19 no mundo em 17 de junho de 2020, o Comité Executivo da UEFA escolheu o Estádio da Luz para sediar a final em 2020, repassando Istambul para 2021.

## Mudança para Porto
Devido à pandemia de COVID-19 na Turquia, o  Aston Villa  ofereceu o seu estádio Villa Park em Birmingham como sede da final da Liga dos Campeões em vez de Istambul, para abrigar 8 000 torcedores ingleses, que poderiam ser afetados por limitações de viagens.
Porém, no dia 13 de maio de 2021, a UEFA anunciou que a final foi transferida para o Estádio do Dragão no Porto, Portugal, repassando Istambul para 2023.

## Caminho até a final
Nota: Em todos os resultados abaixo, os gols dos finalistas é dado primeiro (C: casa; F: fora).
| Pos. | Equipe                 | Pts |
| ---- | ---------------------- | --- |
| 1    | Manchester City        | 16  |
| 2    | Porto                  | 13  |
| 3    | Olympiacos             | 3   |
| 4    | Olympique de Marseille | 3   |

| Pos. | Equipe    | Pts |
| ---- | --------- | --- |
| 1    | Chelsea   | 14  |
| 2    | Sevilla   | 13  |
| 3    | Krasnodar | 5   |
| 4    | Rennes    | 1   |

## Partida

### Detalhes
A equipe "mandante" (por fins administrativos) foi determinada por um sorteio adicional após os sorteio das quartas de final.
| 29 de maio de 2021 | Manchester City | 0 – 1     | Chelsea     | Estádio do Dragão, Porto                         |
| 20:00 (UTC+1)      |                 | Relatório | Havertz 42' | Público: 14 110 Árbitro: ESP Antonio Mateu Lahoz |

| Man. City | Chelsea |

| G             | 31 | Ederson             |     |     |
| LD            | 2  | Kyle Walker         |     |     |
| Z             | 5  | John Stones         |     |     |
| Z             | 3  | Rúben Dias          |     |     |
| LE            | 11 | Oleksandr Zinchenko |     |     |
| M             | 20 | Bernardo Silva      |     | 64' |
| V             | 8  | İlkay Gündoğan      | 35' |     |
| M             | 47 | Phil Foden          |     |     |
| M             | 17 | Kevin De Bruyne (c) |     | 60' |
| A             | 26 | Riyad Mahrez        |     |     |
| A             | 7  | Raheem Sterling     |     | 77' |
| Substitutos:  |    |                     |     |     |
| G             | 13 | Zack Steffen        |     |     |
| G             | 33 | Scott Carson        |     |     |
| Z             | 6  | Nathan Aké          |     |     |
| Z             | 14 | Aymeric Laporte     |     |     |
| LE            | 22 | Benjamin Mendy      |     |     |
| LE            | 27 | João Cancelo        |     |     |
| Z             | 50 | Eric García         |     |     |
| V             | 16 | Rodri               |     |     |
| V             | 25 | Fernandinho         |     | 64' |
| A             | 9  | Gabriel Jesus       | 88' | 60' |
| A             | 10 | Sergio Agüero       |     | 77' |
| A             | 21 | Ferran Torres       |     |     |
| Treinador:    |    |                     |     |     |
| Pep Guardiola |    |                     |     |     |

| G             | 16 | Édouard Mendy         |     |     |
| Z             | 28 | César Azpilicueta (c) |     |     |
| Z             | 6  | Thiago Silva          |     | 39' |
| Z             | 2  | Antonio Rüdiger       | 57' |     |
| AD            | 24 | Reece James           |     |     |
| AE            | 21 | Ben Chilwell          |     |     |
| V             | 5  | Jorginho              |     |     |
| V             | 7  | N'Golo Kanté          |     |     |
| M             | 29 | Kai Havertz           |     |     |
| M             | 19 | Mason Mount           |     | 80' |
| A             | 11 | Timo Werner           |     | 66' |
| Substitutos:  |    |                       |     |     |
| G             | 1  | Kepa Arrizabalaga     |     |     |
| G             | 13 | Willy Caballero       |     |     |
| LE            | 3  | Marcos Alonso         |     |     |
| Z             | 4  | Andreas Christensen   |     | 39' |
| Z             | 15 | Kurt Zouma            |     |     |
| LE            | 33 | Emerson               |     |     |
| M             | 10 | Christian Pulisic     |     | 66' |
| M             | 17 | Mateo Kovačić         |     | 80' |
| M             | 20 | Callum Hudson-Odoi    |     |     |
| A             | 22 | Hakim Ziyech          |     |     |
| A             | 23 | Billy Gilmour         |     |     |
| A             | 18 | Olivier Giroud        |     |     |
| Treinador:    |    |                       |     |     |
| Thomas Tuchel |    |                       |     |     |

| Homem da Partida: N'Golo Kanté (Chelsea) Assistentes: Pau Cebrián Devis Roberto Díaz Pérez del Palomar Quarto árbitro: Carlos del Cerro Grande Árbitro assistente de vídeo: Alejandro José Hernández Hernández Assistentes do árbitro assistente de vídeo: Juan Martínez Munuera Íñigo Prieto López de Cerain Árbitro assistente de vídeo para impedimentos: Paweł Gil \| \| Regulamento - 90 minutos. - 30 minutos de prorrogação caso haja empate no tempo normal. - Persistindo o empate, o vencedor será decidido nas penalidades máximas. - Doze jogadores substitutos. - Máximo de cinco substituições, com três pausas no jogo. Uma sexta substituição sendo permitida em caso de prorrogação. \| | |
| | Regulamento - 90 minutos. - 30 minutos de prorrogação caso haja empate no tempo normal. - Persistindo o empate, o vencedor será decidido nas penalidades máximas. - Doze jogadores substitutos. - Máximo de cinco substituições, com três pausas no jogo. Uma sexta substituição sendo permitida em caso de prorrogação. |